# Rouffiac (Cantal)
Rouffiac – miejscowość i gmina we Francji, w regionie Owernia-Rodan-Alpy, w departamencie Cantal.
Według danych na rok 1990 gminę zamieszkiwało 260 osób, a gęstość zaludnienia wynosiła 11 osób/km² (wśród 1310 gmin Owernii Rouffiac plasuje się na 592. miejscu pod względem liczby ludności, natomiast pod względem powierzchni na miejscu 347.).